# Andreotto di Arborea
Andreotto (XIII secolo – 1308) è stato giudice di Arborea dal 1304 fino alla sua morte.

## Biografia
Egli era figlio maggiore del Giudice Giovanni di Arborea a cui succedette nel 1304, governando congiuntamente al fratello Mariano III di Arborea fino al 1308. La loro madre fu Vera Cappai, concubina del sovrano. I due fratelli erano entrambi figli illegittimi.
In qualità di maggiore dei due fratelli Androtto ebbe la supremazia con il titolo di autocrator basileus.
Poco prima di morire, nel 1308, Andreotto acquisì dalla potente famiglia dei Malaspina i castelli di Serravalle di Bosa, Planargia e Costaville ed i proventi di queste acquisizioni, pur risultando possessi privati della famiglia (peculio), vennero usati per finanziare l'amministrazione demaniale del Giudicato.